# Ideologia
Ideologia é um termo que possui diferentes significados e duas concepções: a neutra e a crítica. No senso comum o termo ideologia é sinônimo ao termo ideário, contendo o sentido neutro de conjunto de ideias, de pensamentos, de doutrinas ou de visões de mundo de um indivíduo ou de um grupo, orientado para suas ações sociais e, principalmente, políticas. Para autores que utilizam o termo sob uma concepção crítica, ideologia pode ser considerado um instrumento de dominação que age por meio de convencimento (persuasão ou dissuasão, mas não por meio da força física) de forma prescritiva, alienando a consciência humana.
Para alguns, como Karl Marx, a ideologia age mascarando a realidade. Os pensadores adeptos da Teoria Crítica da Escola de Frankfurt consideram a ideologia como uma ideia, discurso ou ação que mascara um objeto, mostrando apenas sua aparência e escondendo suas demais qualidades. Já o sociólogo contemporâneo John B. Thompson também oferece uma formulação crítica ao termo ideologia, derivada daquela oferecida por Marx, mas que lhe retira o caráter de ilusão (da realidade) ou de falsa consciência, e concentra-se no aspecto das relações de dominação.
A ideologia também foi analisada pela corrente filosófica do pós-estruturalismo, a qual é apontada por muitos autores como a superação do marxismo.

## Histórico

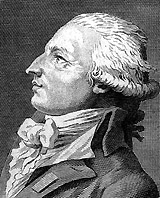
O Conde de Tracy cunhou o termo em 1801.

A origem do termo ocorreu com Destutt de Tracy, que criou a palavra e lhe deu o primeiro de seus significados: ciência das ideias. Posteriormente, concluíram que esta palavra ganharia um sentido novo quando Napoleão chamou De Tracy e seus seguidores de "ideólogos" no sentido de "deformadores da realidade". No entanto, os pensadores da Antiguidade Clássica e da Idade Média já entendiam ideologia como o conjunto de ideias e opiniões de uma sociedade.
Karl Marx desenvolveu uma teoria a respeito da ideologia na qual concebe a mesma como uma consciência falsa, proveniente da divisão entre o trabalho manual e o intelectual. Para Marx não se pode analisar uma sociedade separada de sua condição social e histórica. Nessa divisão, surgiriam os ideólogos ou intelectuais que passariam a operar em favor da dominação ocorrida entre as classes sociais, por meio de ideias capazes de deformar a compreensão sobre o modo como se processam as relações de produção. Neste sentido, a ideologia (enquanto falsa consciência) geraria a inversão ou a camuflagem da realidade, para os ideais ou interesses da classe dominante.
Entretanto, não é apenas em A Ideologia Alemã que Marx trata do tema ideologia e, devido às inconsistências entre seus escritos sobre o tema, não seria correto afirmar-se que Marx possui uma única e precisa definição sobre o significado do termo ideologia. O sociólogo John B. Thompson faz uma análise minuciosa sobre três desenvolvimentos encontrados ao longo da obra de Marx sobre o termo ideologia, com convergências e divergências entre si, batizados por Thompson como (1) polêmica, (2) epifenomênica e (3) latente.
Depois de Marx, vários outros pensadores abordaram a temática da ideologia. Muitos mantiveram a concepção original de Marx (Karl Korsch, Georg Lukács), outros passaram a abordar ideologia como sendo sinônimo de "visão de mundo" (concepção neutra), inclusive alguns pensadores marxistas, tal como Lenin. Alguns explicam isto graças ao fato de que o livro A Ideologia Alemã, de Marx, no qual ele expõe sua teoria da ideologia, só tenha sido publicado em 1926, dois anos depois da morte de Lenin. Vários pensadores desenvolveram análises sobre o conceito de ideologia, tal como Karl Mannheim, Louis Althusser, Paul Ricoeur e Nildo Viana.

## Concepção crítica
O uso crítico do termo ideologia pressupõe uma diferenciação implícita entre o que vem a ser um "conjunto qualquer de ideias sobre um determinado assunto" (concepção neutra sinônima de ideário), e o que vem a ser o "uso de ferramentas simbólicas voltadas à criação e/ou à manutenção de relações de dominação" (concepção crítica). A partir deste ponto de partida comum a todos os significados do termo ideologia que aderem à concepção crítica, o que se tem são variações sobre a forma e o objetivo da ideologia. A principal divergência conceitual da concepção crítica de ideologia está na necessidade ou não de que um fenômeno, para que seja ideológico, necessariamente tenha de ser ilusório, mascarador da realidade e produtor de falsa consciência. A principal convergência conceitual, por outro lado, está no pré-requisito de que para um fenômeno ser ideológico, ele necessariamente deverá colaborar na criação e/ou na manutenção de relações de dominação. Ainda, no que se refere às relações de dominação, há diferentes olhares sobre quais destas relações são alvo de fenômenos ideológicos: se apenas as relações entre classes sociais, ou também relações sociais de outras naturezas. Alguns questionamentos neste sentido possuiriam respostas diferentes a depender do autor crítico:
- Para que algo possa ser concebido como ideológico, deve necessariamente haver ilusão, mascaramento da realidade e falsa consciência? Marx responderia que sim. Thompson responderia que estas são características possíveis, mas não necessárias, para a existência de ideologia;
- A única dominação à qual se refere a ideologia é aquela que ocorre entre classes sociais? Marx novamente diria que sim. Thompson complementaria com uma lista de outras formas de dominação também existentes na sociedade: entre brancos e negros, entre homens e mulheres, entre adultos e crianças, entre pais/mães e filhos(as), entre chefes e subordinados, entre nativos e estrangeiros.

Para aqueles que adotam o termo ideologia segundo a concepção crítica, não faz sentido dizer: que um indivíduo ou grupo possui uma ideologia; que existem ideologias diferentes que cada um tem a sua própria ideologia; que cada partido tem uma ideologia; que existe uma ideologia dos dominados. Ideologia, pela concepção crítica, não é algo disseminável como é uma ideia ou um conjunto de ideias; ideologia, neste sentido crítico, é algo voltado à criação/manutenção de relações de dominação por meio de quaisquer instrumentos simbólicos: seja uma frase, um texto, um artigo, uma notícia, uma reportagem, uma novela, um filme, uma peça publicitária ou um discurso.
Em Ideologia e cultura moderna, John B. Thompson procurou fazer uma análise crítica sobre as formulações para o termo ideologia propostas por diferentes autores, que ele classificou segundo duas concepções: neutras e críticas. Neste sentido, Thompson considerou as formulações propostas por Destutt de Tracy, Lenin, Georg Lukács e a "formulação geral da concepção total de Mannheim" como concepções neutras de ideologia; já as formulações de Napoleão, Marx (concepções polêmica, epifenomênica e latente) e a "concepção restrita de Mannheim" viriam a ser concepções críticas de ideologia. O próprio Thompson, finalmente, ofereceu a seguinte formulação (crítica), apoiada na "concepção latente de Marx": "ideologia são as maneiras como o sentido serve para estabelecer e sustentar relações de dominação". Esta formulação proposta por Thompson é carregada de significados:
- sentido: diz respeito a fenômenos simbólicos, que mobilizam a cognição, como uma imagem, um texto, uma música, um filme, uma narrativa; ao contrário de fenômenos materiais, que mobilizam recursos físicos, como a violência, a agressão, a guerra;
- serve para: querendo significar que fenômenos ideológicos são fenômenos simbólicos significativos desde que (somente enquanto) eles sirvam para estabelecer e sustentar relações de dominação;
- estabelecer: querendo significar que o sentido pode criar ativamente e instituir relações de dominação;
- sustentar: querendo significar que o sentido pode servir para manter e reproduzir relações de dominação por meio de um contínuo processo de produção e recepção de formas simbólicas;
- dominação: fenômeno que ocorre quando relações estabelecidas de poder são sistematicamente assimétricas, isto é, quando grupos particulares de agentes possuem poder de uma maneira permanente, e em grau significativo, permanecendo inacessível a outros agentes.

Após Marx, muitos críticos ao seu pensamento se revelaram, classificando a sua visão de mundo como historicista, o que traria uma intenção de prever a história de modo supostamente ineficiente. Exemplos desses críticos são Bohm-Bawerk, Karl Popper e Paul Johnson.

## Discurso
O discurso tem uma dimensão ideológica que relaciona as marcas deixadas no texto com as suas condições de produção, que se insere na formação ideológica. Essa dimensão ideológica do discurso pode tanto transformar quanto reproduzir as relações de poder. Para Marx, essa dominação se dá pelas relações de produção que se estabelecem, e as classes que estas relações criam numa sociedade. Por isso, a ideologia cria uma "falsa consciência" sobre a realidade que tem como objetivo reforçar e perpetuar essa dominação. Já para Gramsci, a ideologia não é enganosa ou negativa em si, mas constitui qualquer ideário de um grupo de indivíduos; em outras palavras, poder-se-ia dizer que Gramsci rejeita a concepção crítica e adere à concepção neutra de ideologia. Para Althusser, que recupera a ótica marxista, a ideologia é materializada nas práticas das instituições, e o discurso, como prática social, seria então “ideologia materializada”.
Para Paulo Freire, a ideologia tem a ver com a ocultação da verdade dos fatos, com o uso da linguagem para encobrir a realidade.